# 606

## Починали
- 22 февруари – Сабиниан, римски папа